# Crazy Cavan and the Rhythm Rockers
 (décembre 2020).
 (décembre 2020).
Si vous disposez d'ouvrages ou d'articles de référence ou si vous connaissez des sites web de qualité traitant du thème abordé ici, merci de compléter l'article en donnant les références utiles à sa vérifiabilité et en les liant à la section « Notes et références ».
The Crazy Cavan and The Rhythm Rockers est un groupe de rock qui s'est formé en 1970 à Newport dans le pays de Galles du sud dont le leader est le chanteur Cavan Grogan. Le groupe est composé de Cavan Grogan (chanteur), Mike Coffee (batterie), Lyndon Needs (guitare solo), Graham Price (basse), et Terry Walley (guitare rythmique). Le groupe est toujours très actif et se présente dans de nombreux concerts dans le monde. Le leader, Cavan Grogan est décédé le 15 février 2020.

## Début de carrière
Au début des années soixante le rock 'n' roll déclinait partout dans le monde, car cette musique issue des années cinquante était considérée comme démodée par une grande partie de la jeune population, sauf dans le sud du pays de Galles, où un noyau dur restait fidèle à ce genre musical. C'est dans cette partie de la Grande-Bretagne, surtout à Newport que les Teddy Boys se réunissaient chaque week-end pour écouter des groupes d'adolescents jouer du rock 'n' roll comme au bon vieux temps de leurs idoles Johnny Burnette, Gene Vincent, Jerry Lee Lewis, Carl Perkins ou Elvis Presley. Un groupe notamment attire l'attention de la jeunesse galloise "Count Dracula and The Vampires" (en français : le comte Dracula et ses Vampires) réuni autour de Cavan Grogan (chanteur et guitariste), et Terry Walley (guitare rythmique). En 1968 le groupe est rejoint par Brian Thomas (piano) et Don Kinsella (basse) et Lyndon Needs (lead guitar) et forme un nouveau groupe qui prend le nom de  "The Sundogs". Vers 1970 avec l'arrivée dans le groupe de Mike Coffey (drums) cette formation prend le nom de "Crazy Cavan and The Rhythm Rockers" qui se présente toujours de nos jours sous cette étiquette. À partir de cette époque la notoriété du groupe va en augmentant surtout avec leur style de rock'n'roll très rockabilly qui plait beaucoup aux Teddy Boys, qu'ils délaisseront en grande partie plus tard pour un son plus rude et fort.

## Crazy Cavan & The Rhythm Rockers
Fin 1973 Crazy Cavan compte déjà de nombreux fans ce qui les pousse à enregistrer leur premier single "Teddy Boy Crazy" sous leur propre label "Crazy Rhythm". En 1976 Crazy Cavan and The Rhythm Rockers connaît la gloire nationale en signant pour le label Charly Records le premier album, Rockability. Il est distribué par plusieurs autres labels notamment en Angleterre, Pays-Bas, Espagne, Allemagne. Avec cette consécration, Crazy Cavan and the rhythm rockers commencent à toucher un public de plus en plus large, surtout en Europe et en Scandinavie. Il devient un groupe culte dans le pays de Galle où de nombreux Teddy Boys se pressent pour assister à leurs concerts. Le style rockabilly et country plaît apparemment à beaucoup de monde. À la fin des années 1970, Crazy Cavan & The Rhythm Rockers ouvre la voie à d'autres groupes ou chanteurs de rockabilly : en Grande-Bretagne on peut citer entre autres Matchbox, Flying Saucers, les Polecats, Freddie "Fingers" Lee , aux États-Unis les Stray Cats, les Slenders, Robert Gordon, Ray Campi ou Memphis Rockabilly Band.

## Discographie

### Albums
- 1975 Rockhouse  - Crazy Rhythm
- 1976 Charly  - Rockability
- 1977 Charly - Our Own Way of Rockin
- 1978 Charly - Live At The Rainbow
- 1978 Charly - Red Hot 'n' Rockabilly
- 1979 Crazy Rhythm- Still Crazy
- 1981 Charly- Teddy Jive (10" LP)
- 1981 Polarvox - Cool and Crazy Rockabilly
- 1982 Big Beat - Hey! Teenager ( LP )
- 1983 Charly - Live At Picket's Lock I (10", )
- 1996 Crazy Rhythm - It's Wild, It's Weird, It's Crazy
- 1989 Crazy Rhythm  - Rough, Tough 'n' Ready
- 1981 Big Beat - Rockabilly in Paris (10"LP )
- 2000 Crazy Rhythm  - Rollin' Through the Night
- 2001 Crazy Rhythm - Rhythm Rockin Blues
- 2006 Crazy Rhythm The way it was - LP-
- 2008 Crazy Rhythm Let's F*** in'rock
- 2012 Crazy Rhythm Rollin'n'rockin
- 2015 Crazy Rhythm The Real Deal

## Singles
- 1973 Crazy Rhythm - Teddy Boy Boogie/Bop little baby
- 1974 Crazy Rhythm  (EP) - Teddy Boy Rock 'n' Roll/Rockabilly Star/Wildest Cat in Town/Little Teddy Girl
- 1976 Charly CS1010 - Knock Knock/Get Yourself a Band
- 1976 Charly CS1021 - Sweet Little Pretty Thing/Stompin' Shoes
- 1977 Charly CS1026 - My Little Sister Gotta Motorbike/Teddy Jive
- 1977 Charly CEP118 (EP) - Boppin 'n' Shakin/Stompin Shoes/Knock Knock/My Little Sister Gotta
- 1980 Charly/Auvi 10-2096 - Stompin Shoes / Tongue Tied Jill
- 1981 Charly CYS1076 - Rockabilly Rules OK!/Trouble Trouble
- 1981 Charly/Auvi SICH258 - Flip Flop And Fly / Pins And Needles
- 1981 Polydor 200215 - Put a Light in the Window/Crazy Little Teddy Girl
- 1981 Polarvox OY RPS136 - I'll Be There / Johnny's Gone Walking
- 1996 Crazy Rhythm CR03-Rock To The Rhythm/Wake Me Up
- 1996 Pollytone PEP102-Put a Light in the Window/Crazy Little Teddy Girl

### Albums Solo
- 1982 Magnum Force MFLP018 - Cool Schooldays (Lyndon Needs)
- 1991 Welcome WRLP9107 - Saddle Tramps (Crazy Cavan and friends)
- 1998 Crazy Rhythm CRCD02 - Guitar Crazy (Lyndon Needs)

CD
- 1988 Best of Crazy Cavan   Big Beat Records, France
- 1989 Best of Crazy Cavan (album) Big Beat Records, France
- 1990 Crazy Times  Instant, production BBC, UK
- 1990 Rough Tough'N'Ready, Music/disc, France
- 1990 Crazy Rhythm   DCA, Pays-Bas
- 1991 Hey Teenager   Rockhouse   France
- 1991 Rollin'Though The Night   Music/Disc   France
- 1996 Rockabilly in Paris, Big Beat Records, France
- 1996 It's Wild It's (reessue)   DCA, Grande-Bretagne
- 1996 It's Wild It's Weind Crazy, DCA, Grande-Bretagne
- 1999 Hey ! Teenager (Reessue)  DCA, Grande-Bretagne
- 2000 Still Crazy  (Alternative version)    Big Beat Records, Grande-Bretagne
- 2001 Rhythm Rockin' (avec Linda Gail Lewis), Crazy Rhythm, Grande-Bretagne
- 2002 Crazy Rhythm, Crazy Rhythm, Grande-Bretagne
- 2002 Rockability, Crazy Rhythm, Grande-Bretagne
- 2003 Our Own Way of Rockin', Crazy Rhythm, Grande-Bretagne
- 2003 Coll And Crazy Rockabilly, Crazy Rhythm, Grande-Bretagne
- 2003 Wil dest cats in town, Crazy Rhythm, Grande-Bretagne
- 2006 Rough Tough'N' Ready the way It Was, Crazy Rhythm, Grande-Bretagne